# Detective Conan
Detective Conan (名探偵コナン?, Meitantei Konan) è un manga scritto e disegnato da Gōshō Aoyama, pubblicato sulla rivista Weekly Shōnen Sunday di Shogakukan dal 19 gennaio 1994. La pubblicazione in tankōbon è arrivata al 107° volume il 18 aprile 2025.
Con oltre 270 milioni di copie vendute, è il terzo manga di sempre per numero di vendite, e si distingue per l'originalità del genere, poiché il giallo è alquanto raro nei manga. Il relativo anime è regolarmente presente nella top ten settimanale delle serie anime più seguite in Giappone, e va in onda dal 1996, curato dalle emittenti giapponesi TMS Entertainment (produttrice della serie), Nippon TV (NTV) e Yomiuri TV (YTV). Al 16 agosto 2025 conta 1171 episodi.
A partire dal 1997 sono stati prodotti dei film cinematografici ispirati alla serie, giunti nel 2024 al 27º lungometraggio e usciti nelle sale nipponiche ogni anno ad aprile. Dal 2000 al 2012 la rivista Weekly Shōnen Sunday ha anche realizzato degli OAV della durata di trenta minuti circa. Sempre dal 1997 vengono pubblicati anche dei manga realizzati dagli assistenti dell'autore, intitolati Detective Conan Special Cases, di cui i primi dodici sono stati pubblicati in Italia fra il 2011 e il 2012. A partire dal 1996 sono stati prodotti anche 24 videogiochi ispirati alla serie. Inoltre sono stati realizzati film per la TV live action trasmessi in Giappone da Nippon TV e Yomiuri TV, il primo dei quali il 2 ottobre 2006. Dal 7 luglio al 29 settembre 2011 è stato trasmesso anche un dorama live action composto da tredici puntate di quaranta minuti l'una, intitolato Meitantei Conan - Kudō Shin'ichi e no chōsenjō.

## Trama
Shinichi Kudo è un liceale di 17 anni e, nonostante la giovane età, è un abilissimo investigatore che spesso collabora con la polizia risolvendo casi molto complicati. Grande fan di Sherlock Holmes, sogna di emularne le gesta e di diventare "l'Holmes del nuovo millennio". Un giorno, recatosi con l'amica d'infanzia Ran Mori al Tropical Land, un parco divertimenti, assiste in prima persona a un sanguinoso caso di omicidio sulle montagne russe riuscendo, poco dopo, a risolverlo e a smascherare il colpevole. Prima di tornare a casa assiste allo scambio di un'ingente somma di denaro tra due uomini: uno di loro è vestito completamente di nero e fa parte di una misteriosa organizzazione criminale, che Shinichi chiama semplicemente Organizzazione nera. Preso da ciò che sta accadendo davanti ai suoi occhi, Shinichi non si accorge dell'arrivo alle sue spalle di un altro affiliato e finisce per essere scoperto e catturato; essendo un testimone scomodo i due uomini decidono di ucciderlo somministrandogli una sostanza chiamata APTX4869 e lo abbandonano privo di sensi. Il farmaco, tuttavia, ha un effetto ben diverso sul giovane: lo ringiovanisce di dieci anni.
Shinichi si rifugia dal vicino di casa, il professor Hiroshi Agasa, e, seguendo il consiglio di quest'ultimo, decide di nascondere la propria identità ai conoscenti onde evitare la possibile scoperta da parte dell'organizzazione della sua reale sorte. Per questo motivo, alla domanda di Ran sull'identità del bambino, il ragazzo, guardando alcuni titoli di libri su uno scaffale, inventa sul momento il nominativo di Conan Edogawa, prendendo spunto dai libri di Arthur Conan Doyle e Ranpo Edogawa che scorge sulla libreria di casa. Il professor Agasa suggerisce al ragazzo di trasferirsi a casa di Ran e di suo padre, Kogoro Mori, un detective di seconda categoria. Da questo momento in poi Conan risolverà tutti i casi che verranno affidati a Kogoro o con cui verrà a contatto insieme con i suoi nuovi amici, con cui forma la squadra dei Giovani Detective. Non potendo permettersi di destare sospetti sulla propria identità, ogni volta utilizza un «orologio che spara aghi soporiferi» per addormentare Kogoro (o chi per lui) e un «modulatore vocale papillon» per imitarne la voce, tutte invenzioni del professor Agasa, ideatore anche di altri strumenti utili a Conan nel corso delle indagini.
È in questo modo che continuerà a investigare alla ricerca della più piccola prova che lo riavvicini all'Organizzazione. Con il proseguire dei casi verrà fortunatamente a conoscenza dei nomi in codice dei due individui responsabili del suo restringimento, Gin e Vodka. In un secondo momento irromperà sulla scena Ai Haibara, ex-membro dell'Organizzazione e creatrice dell'APTX4869, fuggita dopo avere assunto tale sostanza. In seguito la storia vedrà la comparsa di molti personaggi collegati alla trama principale e l'entrata in scena dell'FBI, della CIA e dei servizi segreti giapponesi nonché di ulteriori componenti dell'Organizzazione nera, come Vermouth, Kir, Chianti, Korn, Bourbon, Rum e Calvados. Così Conan, con l'aiuto di Ai Haibara, Shuichi Akai e Jodie Starling dell'FBI, continua la sua caccia agli «uomini in nero», alla ricerca dell'antidoto che lo renderà nuovamente un ragazzo di 17 anni.

## Personaggi
Il manga annovera molti personaggi. Alcuni dei quali sono essenziali per lo svolgimento della trama, come il protagonista Conan/Shinichi o i membri dell'organizzazione, mentre altri sono secondari, come Heiji Hattori o Sonoko Suzuki. Ci sono anche apparizioni di personaggi protagonisti di altre serie di Gōshō Aoyama, quali per esempio Kaito Kid.

### Personaggi principali
- Shinichi Kudo (工藤 新一?, Kudō Shin'ichi) è il narratore e protagonista della serie. Detective liceale innamorato della sua amica d'infanzia Ran Mori. A causa dell'APTX4869 somministratagli da Gin, creata da Sherry, viene trasformato in un bambino di sei anni. Assume, così, l'identità di Conan Edogawa (江戸川 コナン?, Edogawa Konan) e continua a risolvere segretamente i casi cedendo i meriti a Kogoro Mori, padre di Ran.
- Ran Mori (毛利 蘭?, Mōri Ran) è la protagonista femminile della serie. Amica d'infanzia di Shinichi, di cui è dichiaratamente innamorata; non è a conoscenza dell'identità segreta di Shinichi, sebbene abbia provato più di una volta sospetti su di essa, sempre prontamente smentiti dallo stesso Conan con l'aiuto di Ai, del professor Agasa e dell'amico Heiji Hattori.
- Kogoro Mori (毛利 小五郎?, Mōri Kogorō) è il coprotagonista della serie. Detective incompetente e un ex-poliziotto che vive con la figlia Ran, avuta dalla moglie Eri Kisaki, ora separati, e Conan, di cui non sospetta l'identità.
- Shiho Miyano (宮野 志保?, Miyano Shiho) è un ex-membro dell'organizzazione, conosciuta con il nome in codice Sherry. È la creatrice della sostanza APTX4869 che ha ringiovanito sia Shinichi sia lei. Abbandona l'organizzazione quando Gin uccide sua sorella maggiore Akemi Miyano. Una volta assunta la sostanza e mutata la sua identità in quella della piccola Ai Haibara (灰原 哀?, Haibara Ai), viene ospitata a casa del professor Agasa.
- Hiroshi Agasa (阿笠 博士?, Agasa Hiroshi) è un inventore, vicino di casa di Shinichi. È al corrente della doppia identità del giovane e lo assiste realizzando per lui utili gadget. Ospita nella sua abitazione Ai Haibara, la quale è alla ricerca di un antidoto per l'APTX4869.
- Heiji Hattori (服部 平次?, Hattori Heiji) è un altro detective liceale, acuto quanto Shinichi, ma proveniente dalla città di Osaka. Si presenta all'agenzia investigativa Mori alla ricerca di Shinichi per sfidarlo e dimostrare la sua superiorità, ma messo con le spalle al muro dallo stesso Shinichi (che ha ripreso le sue sembianze dopo avere bevuto un liquore molto forte portato dallo stesso Heiji) va via ammettendo di non essere ancora alla sua altezza. Successivamente, tornato per misurarsi con il giovane detective, viene a sapere della trasformazione di Shinichi in Conan e incominciano a collaborare diventando grandi amici.

### Antagonisti principali
- Boss (ボス?, Bosu) o Quella persona (あの方?, Anokata), è il capo dell'Organizzazione nera. Il suo ruolo rimane misterioso e tenebroso, finché nel capitolo 1008 Conan scopre la sua vera identità, ossia quella del magnate Renya Karasuma (烏丸 蓮耶?, Karasuma Renya).
- Rum (ラム?, Ramu) è il braccio destro del Boss e quindi il vice capo dell'Organizzazione nera. La sua identità viene rivelata nell'episodio 1079 dell'anime, corrispondente al capitolo 1066 del manga (volume 100).
- Gin (ジン?, Jin) è il membro che appare più volte nel corso della serie. Nonostante ciò non è ancora chiara la sua esatta posizione nella gerarchia. È probabile che rivesta un ruolo importante in quanto si rivolge a Vermouth, la preferita del Boss, in modo molto colloquiale e non esita a minacciarla più volte di morte. È lui, nel primo volume, a somministrare a Shinichi l'APTX 4869 e, quindi, a farlo tornare bambino.
- Vodka (ウォッカ?, Uokka) è sempre in compagnia di Gin, sembra la sua spalla. È corpulento e non dimostra doti d'intelligenza elevate, infatti è Gin che lo controlla costantemente e gli ordina quello che deve fare. Quando nel primo volume Gin somministra l'APTX 4869 a Shinichi, Vodka è con lui.
- Vermouth (ベルモット?, Berumotto) ricopre una posizione privilegiata, essendo infatti la preferita del Boss e godendo di alcuni vantaggi particolari, specie nei confronti di Gin. La sua vera identità è quella della famosissima attrice Sharon Vineyard. Apparentemente non invecchia con il passare del tempo e, pur essendo più vecchia, ha 29 anni: la sua vera età è sconosciuta. Viene a conoscenza della doppia identità di Shinichi e di Shiho, ma, per motivi ancora da chiarire, non rivela le informazioni agli altri componenti dell'organizzazione.

## Manga
In Giappone il manga è pubblicato dalla Shogakukan dal 5 gennaio 1994 sul periodico antologico Weekly Shōnen Sunday e sono usciti oltre 1100 capitoli. Al 18 aprile 2025, sono stati pubblicati 107 volumi.
In Italia è stato pubblicato da tre diversi editori:
- Dall'agosto 1998 fino al novembre 2000 la Comic Art pubblicò ventidue numeri, con periodicità mensile (eccetto che per i numeri 6, 7, 8, 9, 12 e 22, pubblicati due mesi dopo il precedente) e con un formato più piccolo rispetto a quello originale (corrispondono, infatti, ai primi 14 volumi giapponesi e una parte del quindicesimo). La pubblicazione si concluse per via del fallimento della casa editrice.
- Nel gennaio 2003 la Kabuki Publishing pubblicò un unico numero dei previsti 39, con il medesimo formato dell'originale e sovraccoperta[11].
- Dal febbraio 2005 Detective Conan viene pubblicato mensilmente dalla Star Comics mentre, da aprile 2010, la cadenza diviene bimestrale (ovvero il numero 62, di aprile, è stato il primo a uscire due mesi dopo il precedente) e da aprile 2012 quadrimestrale (ovvero il numero 72 di dicembre 2011 è uscito due mesi dopo il precedente e il successivo è uscito ad aprile 2012). A partire dal numero 15 sono stati dati alle stampe i racconti rimasti inediti dopo il fallimento della Comic Art. All'8 aprile 2025 sono 106 i volumi pubblicati[12]. Per festeggiare il raggiungimento dei 100 numeri, Star Comics pubblica il 18 maggio 2022 una Celebration Edition del volume 100 con una sovraccoperta speciale ed in allegato un poster, uno sticker ed una cartolina[13]. La traduzione è affidata a Laura Anselmino e Rie Zushi, l'adattamento a Edith Gallon, l'adattamento testi a Guglielmo Signora e il lettering ad Alessandra Fregosi.

### Special Cases
Detective Conan Special Cases (名探偵コナン 特別編?, Meitantei Konan Tokubetsu Hen, lett. "Detective Conan - Edizione speciale o raccolta speciale") è una serie di volumi speciali contenenti storie brevi, che non influiscono sulla trama del manga principale, realizzate dagli assistenti di Gōshō Aoyama. In Giappone, il primo volume è stato pubblicato il 28 gennaio 1997 e sono stati pubblicati finora 42 volumi, tutti da Shogakukan.
In Italia i volumi sono stati pubblicati da Star Comics a partire dal 24 gennaio 2011, a cadenza bimestrale, alternati ai volumi principali, sulla testata Mitico (nei mesi in cui non usciva, la testata Mitico ospitava altri manga e il manga principale di Detective Conan usciva a parte) fino al dodicesimo volume, uscito il 22 novembre 2012. Dopodiché, non sono più stati pubblicati altri volumi perché, come dichiarato dalla Star Comics, "non hanno raggiunto la stessa popolarità del manga originale". Di tutta la serie solo due storie, del primo volume, sono state adattate per l'anime: l'episodio 86 (89 secondo la numerazione italiana) è tratto dal File 2 e l'episodio 113 (119 secondo la numerazione italiana) dal File 6.

### Apparizioni suCiao
Nel 2014 Detective Conan è apparso due volte sulla rivista shōjo Ciao, edita da Shogakukan:
- nel numero di maggio, uscito il 3 aprile[19], sono stati ripubblicati i file da 6 a 8 del volume 74, numerati qui come file da 1 a 3[20];
- nel numero di giugno, uscito il 1º maggio, è stata pubblicata una storia crossover con i personaggi di Detective Conan e quelli del manga Nozotoki-hime wa meitantei ♥ di Mayuki Anan, intitolata Nozotoki-hime wa meitantei ♥ × Meitantei Conan (ナゾトキ姫は名探偵♥×名探偵コナン?) e collegata a un concorso a premi.[21][22]

### Meitantei Conan & Kindaichi shōnen no jikenbo
Per celebrare il cinquantesimo anniversario delle riviste Weekly Shōnen Sunday e Weekly Shōnen Magazine, le due case editrici, rispettivamente Shogakukan e Kōdansha, hanno collaborato per pubblicare una rivista che raccoglieva capitoli dei due manga gialli Detective Conan (di Weekly Shōnen Sunday) e Kindaichi shōnen no jikenbo (di Weekly Shōnen Magazine). Questa rivista, intitolata Meitantei Conan & Kindaichi shōnen no jikenbo (名探偵コナン & 金田一少年の事件簿?), è stata pubblicata in dodici uscite dal 10 aprile al 25 settembre 2008 a cadenza quindicinale.

### Raccolte di casi
- Gosho Aoyama, Sfide dal Detective Conan/1 (名探偵コナンからの挑戦状!! / 1?, Meitantei Conan kara no chōsenjō/1), Shogakukan, 2002, ISBN 4-09-124715-6.
- Gosho Aoyama, Sfide dal Detective Conan/2 (名探偵コナンからの挑戦状!! / 2?, Meitantei Conan kara no chōsenjō/2), Shogakukan, 2003, ISBN 4-09-124719-9.
- Gosho Aoyama, Super Digest Book Detective Conan 10+ (スーパーダイジェストブック 名探偵コナン10+?, Sūpā Ijesuto Bukku - Meitantei Konan 10+), Shogakukan, 2003, ISBN 4-09-124716-4.
- Gosho Aoyama, Super Digest Book Detective Conan 20+ (スーパーダイジェストブック 名探偵コナン20+?, Sūpā Ijesuto Bukku - Meitantei Konan 20+), Shogakukan, 2003, ISBN 4-09-124717-2.
- Gosho Aoyama, Super Digest Book Detective Conan 30+ (スーパーダイジェストブック 名探偵コナン30+?, Sūpā Ijesuto Bukku - Meitantei Konan 30+), Shogakukan, 2003, ISBN 4-09-124718-0.
- Gosho Aoyama, Detective Conan - Scontro con Kaito Kid, raccolta (名探偵コナン 対決怪盗キッド編?, Meitantei Conan - Taiketsu Kaitō Kid hen), Shogakukan, 2004, ISBN 4-09-127761-6.
- Gosho Aoyama, Detective Conan vs Kaito Kid - Raccolta completa (名探偵コナンVS怪盗キッド 完全版?, Meitantei Conan vs Kaitō Kid - Kanzen hen), Shogakukan, 2004, ISBN 4-09-179404-1.
- Gosho Aoyama, Super Digest Book Detective Conan 40+ (スーパーダイジェストブック 名探偵コナン40+?, Sūpā Ijesuto Bukku - Meitantei Konan 40+), Shogakukan, 2006, ISBN 4-09-120020-6.
- Gosho Aoyama, Detective Conan × Magic Kaito (名探偵コナン×まじっく快斗?, Meitantei Conan × Majikku Kaito), Shogakukan, 2010, ISBN 978-4-09-122255-8.
- Gosho Aoyama, Detective Conan contro Kaito Kid - Fumetto-raccolta speciale (名探偵コナンvs.怪盗キッド 特別編集コミックス?, Meitantei Conan VS Kaitō Kid - Tokubetsu henjū komikkusu), Shogakukan, 2 aprile 2010[26], ISBN 978-4-09-122254-1. Pubblicato in Italia da Star Comics diviso in due volumi intitolati rispettivamente Detective Conan contro Kaito Kid 1 (pubblicato l'8 novembre 2012[27], ISBN 978-88-6420-348-5) e Detective Conan contro Kaito Kid 2 (pubblicato il 9 gennaio 2013[28], ISBN 978-88-6420-413-0).
- Gosho Aoyama, Detective Conan VS. Uomini in nero - Raccolta in tre volumi (名探偵コナンvs.黒ずくめの男達 Meitantei Konan vs. Kurozukume no Otokotachi), Shogakukan, 18 giugno 2009[29], ISBN 978-4-09-121752-3; 18 dicembre 2015[30], ISBN 978-4-09-126686-6; 15 aprile 2016[31], ISBN 978-4-09-127190-7. Pubblicati in Italia da Star Comics il primo volume diviso in due parti (Detective Conan VS. Uomini in nero 1, 26 aprile 2017[32], ISBN 978-88-226-0498-9 e Detective Conan VS. Uomini in nero 2, 25 maggio 2017[33], ISBN 978-88-226-0499-6), il secondo volume, anch'esso diviso in due parti (Detective Conan VS. Uomini in nero 3, 17 marzo 2021, ISBN 978-8822622211 e Detective Conan VS. Uomini in nero 4, 19 maggio 2021, ISBN 978-8822623270) e il terzo volume, diviso anch'esso in due parti (Detective Conan VS. Uomini in nero 5, 15 settembre 2021, ISBN 978-8822625564 e Detective Conan VS. Uomini in nero 6, 17 novembre 2021, ISBN 978-88-226-2726-1).
- Gosho Aoyama, Detective Conan Soccer Selection (名探偵コナンサッカーセレクション Meitantei Konan Sakkā Serekushon), Shogakukan, 27 aprile 2012[34], ISBN 978-4-09-123604-3. Pubblicato in Italia da Star Comics (Detective Conan Soccer Selection, 13 marzo 2019[35], ISBN 978-88-226-1313-4).

### Detective Conan: The Culprit Hanzawa
È uno spin-off parodistico di Detective Conan. Un adattamento anime è stato trasmesso in Giappone da ottobre a dicembre 2022 e distribuito da Netflix a livello internazionale il 1º febbraio 2023.

### Detective Conan: Zero's Tea Time
È uno spin-off di Detective Conan con protagonista il personaggio di Tooru Amuro, creato sotto la supervisione di Gōshō Aoyama e illustrato da Takahiro Arai. La prima parte del manga è stata pubblicata dal 9 maggio 2018 al 25 maggio 2022. È edito in Italia da Star Comics a partire dal 24 febbraio 2021.
Un adattamento anime, composto da sei episodi, è andato in onda in Giappone dal 5 aprile al 9 maggio 2022, mentre Netflix ha acquisito i diritti della serie e l'ha distribuita a livello internazionale il 29 luglio 2022.

### Detective Conan - Wild Police Story
È uno spin-off e prequel di Detective Conan scritto da Gōshō Aoyama e illustrato da Takahiro Arai. È incentrato su Rei Furuya e sui suoi compagni alla Scuola di Polizia del Dipartimento Metropolitano di Tokyo. È stato serializzato da ottobre 2019 a novembre 2020. In Italia viene pubblicato da Star Comics dal 18 maggio 2022.
I capitoli sono stati adattati all'interno della serie anime principale, come episodi 1029, 1038, 1042, 1061 e R133 (quest'ultimo avrebbe dovuto in realtà essere il 1077, invece segue la numerazione degli episodi rimasterizzati, da cui la R).

## Anime

Logo originale della serie

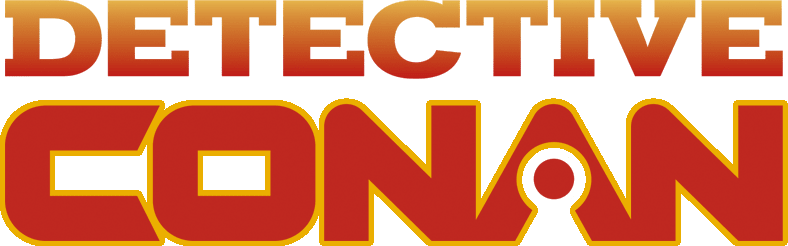
Logo internazionale della serie

Foglio di francobolli dedicato a Detective Conan emesso dalle poste giapponesi

La serie animata di Detective Conan è prodotta dalla TMS Entertainment a partire dal 1996 e trasmessa contemporaneamente da Yomiuri TV e Nippon Television. Al 16 agosto 2025, la serie è arrivata a 1171 episodi, la maggior parte dei quali ha una durata di 24 minuti ciascuno. Fanno eccezione alcuni episodi detti special, quasi sempre relativi a storie tratte dal manga, che possono estendersi in durata anche per una o due ore. Nei vari adattamenti fuori dal Giappone gli special vengono divisi in più parti, ciascuna della durata di un normale episodio, circa 24 minuti.
In Giappone l'anime è stato trasmesso in contemporanea su Yomiuri TV e Nippon Television il lunedì alle 19:30 dall'8 gennaio 1996 fino all'episodio 514 dell'8 settembre 2008, il lunedì alle 19:00 dall'episodio 515 del 20 ottobre 2008 all'episodio 529 del 16 marzo 2009 e il sabato alle 18:00 a partire dall'episodio 530 del 18 aprile 2009. Rispetto al manga la versione animata di Detective Conan comprende episodi originali, detti anche filler, che non risultano determinanti ai fini del proseguimento della trama principale.
Un episodio si svolge seguendo questo schema:
| Breve anteprima dell'episodio | Sigla d'apertura | 1ª parte | Eyecatch | 2ª parte | Sigla di chiusura | Epilogo | Anticipazione episodio successivo | Next Conan's Hint | Rapido scambio di battute fra personaggi |

Gli eyecatch sono degli intermezzi di pochi secondi tra la pubblicità e il programma; in Detective Conan questi spazi sono rappresentati da un portone di legno che si apre e che si chiude. Introduce l'episodio una breve anticipazione della puntata che di lì a poco verrà proposta, di solito detta da una voce fuori campo con l'inizio della sigla in sottofondo e composta da una parte uguale per gli episodi con la stessa sigla, una sempre diversa e una sempre uguale: «Intuisce la sola e unica verità, ha l'aspetto di un bambino, la mente di un adulto, il suo nome è: Detective Conan!» (たった一つの真実見抜く、見た目は子供、頭脳は大人、その名は名探偵コナン!?, Tatta hitotsu no shinjitsu minuku, mitame wa kodomo, zunō wa otona, sono na wa Meitantei Konan!).
A partire dall'inizio del 2008 (episodio 491 della numerazione originale, 538 della numerazione italiana), una scena viene inserita prima della sigla iniziale e del prologo con la voce fuori campo e, dopo la sigla iniziale, di solito, compare subito la schermata del titolo mentre negli anni precedenti l'episodio incominciava con la voce fuori campo e la prima scena si trovava tra la sigla iniziale e la schermata del titolo. Nella versione originale, con esclusione degli episodi che costituiscono la prima parte di un caso, si trova anche l'epilogo, ovvero il finale di un episodio che si svolge subito dopo la sigla di chiusura. Dopodiché, c'è l'anticipazione dell'episodio seguente, il Next Conan's Hint (indizio rilevante per il caso successivo), e uno scambio di battute fra alcuni personaggi di qualche secondo. La serie era inizialmente in formato 4:3. A partire dall'episodio 453, trasmesso il 23 ottobre 2006, la serie viene prodotta e trasmessa in HD e in formato 16:9.

### Colonna sonora
Tutte le più di duecento musiche di sottofondo sono state composte da Katsuo Ōno; sono state messe in vendita quattro colonne sonore ufficiali della serie e con l'uscita di ogni film viene pubblicato il relativo motivo musicale. Le musiche composte per i film vengono poi usate anche nella serie animata.

#### Sigle di apertura e chiusura originali
Di Detective Conan esistono, finora, 58 sigle di apertura e 70 di chiusura, ognuna caratterizzata da diverse situazioni, musiche e cantanti (fra cui noti esponenti del genere J-pop, quali Miho Komatsu, ZARD, GARNET CROW, Rina Aiuchi, Mai Kuraki e U-ka saegusa IN db, e i B'z per il genere J-Rock) durante le quali compaiono svariati personaggi della serie. Ogni sigla ha il suo video, e una caratteristica delle sigle finali è la presenza di alcune immagini tratte dall'episodio che si alternano a quelle della sigla, rendendo il video della sigla parzialmente diverso in ogni episodio. Le immagini delle sigle degli special, sia di apertura sia di chiusura, sono invece sempre diverse.

### DVD e VHS
Da giugno 1996 a ottobre 2006 Shogakukan ha pubblicato 426 episodi in VHS per poi pubblicare in DVD gli episodi a partire dal primo fino al 134 (Part 1-5) e continuare a pubblicare solo in DVD gli episodi dal 427. Gli episodi dal 135 al 426 (Part 6-14) erano già usciti anche in DVD dal 2000. I DVD sono divisi in stagioni chiamate in inglese Part e ogni DVD è chiamato Volume. Ad ottobre 2024, i DVD pubblicati sono 272 in 32 Part.

### Anime comic
Con i fotogrammi dei primi 143 episodi dell'anime è stata prodotta una serie di anime comic in cinquanta volumi, pubblicata da giugno 1996 ad agosto 2000, ma alcuni episodi furono saltati. Cinque altri volumi, intitolati Go jūyō shorui (5重要書類? "5 documenti importanti"), sono stati pubblicati tra luglio 2001 e gennaio 2002, tratti da episodi selezionati tra il 162 e il 219.

### Edizione italiana
In Italia l'anime è stato trasmesso dalle reti Mediaset fra il 2002 e il 2012 arrivando a 541 episodi, divisi in 592 da Mediaset vista la durata di alcuni episodi assai più lunghi detti "special", mentre dal 2013 al 2016 è stata trasmessa da Super! a partire dall'episodio 543 (594 secondo la numerazione italiana), saltando l'episodio 542 (593), poi trasmesso da Mediaset nel 2014. Dal 2014 gli episodi dal 543 (594) vengono pubblicati anche su TIMvision, piattaforma a pagamento per la visione tramite IPTV o Internet, compresi tre episodi non trasmessi da Super! in precedenza. La trasmissione è arrivata all'episodio 724 (776 secondo la numerazione italiana), in seguito la De Agostini, editrice di Super!, ha fatto sapere che non avrebbe ordinato il doppiaggio di nuovi episodi. Nel 2025, i diritti della serie vengono acquisiti da Yamato Video. 
Il doppiaggio dell'anime è stato eseguito dalla Merak Film, che ne ha anche curato direttamente l'edizione italiana per conto di Mediaset; per DeAgostini la curatrice dell'edizione italiana è stata invece Benedetta Del Nero. Il doppiaggio è stato diretto principalmente da Loredana Nicosia coadiuvata da Guido Rutta, Oliviero Corbetta, Graziano Galoforo e Caterina Rochira, mentre l'adattamento è stato curato da vari dialoghisti che sono cambiati col passare degli anni.
L'adattamento italiano presenta varie censure, in particolare nella prima stagione italiana (ep 1-130): termini come uccidere, morire, suicidarsi e sangue venivano alleggeriti in eliminare, perdere la vita, farla finita e tracce ematiche. Un caso eclatante è quello dell'episodio "Il caso della sonata al chiaro di luna", dove droga diventa microfilm e dove vengono alterati identità e sesso del colpevole, rendendo l'episodio di difficile comprensione. Dalla seconda stagione italiana in poi (ep 131+) tale pratica fu quasi interamente eliminata e limitata ad alcune circostanze specifiche. Durante la messa in onda degli episodi su Italia 1 venivano applicate anche censure video durante le scene più cruente, tra cui fermi immagine e lo scurimento del sangue, fino ad arrivare al taglio di intere scene. Tali censure furono rimosse durante le repliche su Hiro e Italia 2.
Con il passaggio della serie a De Agostini, essendo Super! un canale indirizzato a un target di bambini, sono aumentate notevolmente le censure audio e video, fino al taglio di interi episodi.
Mediaset (2002-2012)
- I primi 488 (449) episodi sono andati in onda su Italia 1 dal 13 maggio 2002 al 18 gennaio 2010.
- L'episodio speciale Misteri in una notte di luna piena (345) è stato diviso inizialmente in sei parti anziché in cinque per la prima visione su Italia 1. Nelle repliche su Hiro e Italia 2 è stata ripristinata la divisione internazionale in cinque parti.
- Gli episodi dal 489 (450) fino al 537 (490) sono andati in onda su Hiro dal 31 ottobre al 18 dicembre 2010, e replicati poi in chiaro su Italia 1 dal 6 giugno al 1º agosto 2011.
- Gli episodi dal 538 (491) al 573 (522) sono andati in onda in prima visione su Italia 1 dal 2 agosto all'11 settembre 2011.
- Dal 6 maggio 2012, la serie si è spostata su Italia 2, ricominciando però dall'episodio 577[N 2] (526), arrivando fino all'episodio 592 (541), trasmesso il 21 maggio 2012. Gli episodi dal 574 (523) al 576 (523) sono stati poi recuperati dal 26 al 28 maggio 2012.
- L'episodio 593 (542) è stato trasmesso su Italia 2 solamente al termine del ciclo di repliche, il 2 marzo 2014. Mediaset inizialmente l'aveva saltato perché, trattandosi di un episodio diviso in due parti, non disponeva dei diritti della seconda parte.

De Agostini (2013-2016) (Tim Vision 2014-2018)
- Nel 2013 la serie viene acquistata dalla De Agostini per essere trasmessa su Super!: si è partiti il 27 maggio 2013 dall'episodio 594 (543), saltando il 593 (542), di proprietà di Mediaset.
- Gli episodi 621 (570), 626 (575) e 627 (576), inizialmente saltati per motivi di censura nella prima visione del 2013, sono stati poi trasmessi dopo le 23:00 a luglio 2015. Anche gli episodi 749 (697), 762 (710) e 763 (711) hanno subito la stessa sorte nel 2016 e sono stati trasmessi a febbraio 2017.
- A partire da marzo 2014 gli episodi già trasmessi da Super! vengono pubblicati in forma integrale (con le sigle originali) e senza censure per la visione on demand sulla piattaforma TIMvision. Quest'ultima ha pubblicato anche tutti gli episodi non trasmessi su Super! per via della censura.
- Gli episodi dal 667 (616) al 669 (618) e dal 670 (619) al 672 (621) sono andati in onda rispettivamente l'11 e il 18 ottobre 2014.
- L'episodio 733 (681), previsto per sabato 16 gennaio 2016 secondo il promo di Super!, è stato invece trasmesso il giorno prima.
- L'episodio 776 è stato trasmesso nel 2019 su Super!, dopo essere stato trasmesso nel 2018 su TIMvision. Nella trasmissione di Super ha avuto la sigla italiana e lievi censure (sia audio sia video).

#### Sigle italiane
Le sigle utilizzate nell'adattamento italiano sono tre: Detective Conan, Detective Conan, l'infallibile e Conan, il detective più famoso, tutte scritte e composte da Alessandra Valeri Manera, Max Longhi e Giorgio Vanni, e cantate da quest'ultimo.
- Detective Conan è la prima sigla usata per la serie (trasmissioni su Mediaset degli episodi 1-333 della numerazione italiana/1-308 della numerazione originale) e in seguito è stata riutilizzata dal 2009 al 2011 (episodi 386-541/356-494).
- Detective Conan, l'infallibile, conosciuta anche come Super Detective Conan, fu adoperata per la prima volta nelle trasmissioni dei nuovi episodi risalenti al 2007 (334-385/309-355) e dal 2011 in poi per gli ultimi episodi trasmessi da Mediaset (542-593/495-542).
- Conan, il detective più famoso è utilizzata dal 2013 per la trasmissione in prima visione su Super! degli episodi dal 594/543 e per le repliche dei primi episodi (parte della prima stagione italiana, reintitolata Detective Conan - Le Origini).

#### DVD
In Italia è uscito nel 2008 sotto i marchi Fool Frame ed Exa Cinema un box set contenente quattro DVD con i primi undici episodi della serie e il primo film, ma poi la pubblicazione è stata interrotta a causa della chiusura della casa editrice. I DVD contenenti gli episodi della prima stagione sono usciti attraverso pubblicazioni periodiche in edicola a cura di De Agostini. Le uscite che inizialmente prevedevano anche la seconda stagione sono state ridotte alla sola prima stagione. Negli episodi erano presenti le sigle originali, gli eyecatch e gli epiloghi doppiati ma non trasmessi da Mediaset, mentre non erano presenti prologhi, anticipazioni e Next Conan's hint.

### Adattamenti internazionali

#### Spagnolo
In Spagna la serie è distribuita da Arait Multimedia con i doppiaggi nelle varie lingue spagnole: castigliano, catalano, galiziano, valenciano, balearico e basco. La serie mantiene le sigle originali tranne nella versione galiziana (in cui sono rifacimenti di quelle giapponesi), anche se sono eliminati prologhi, anticipazioni e Next Conan's Hint e le parti prima della sigla iniziale e dopo la finale vengono spostate e unite al resto dell'episodio. Inoltre, gli special sono divisi in più parti, le sigle iniziali sono senza titoli e le sigle finali hanno i titoli in inglese. La censura è applicata solo su alcuni canali: il doppiaggio spagnolo è considerato per tutti o vietato ai minori di sette anni a seconda del canale, quello catalano vietato ai minori di tredici, gli altri vietati ai minori di sette anni, anche se i dialoghi sono gli stessi (la versione TV è censurata, ma non i dialoghi). A volte, ad esempio, viene citata una macchia di sangue che però è censurata in video.
In spagnolo sono stati trasmessi cinquanta episodi da Cartoon Network e poi da Antena 3 nel 2000, dopodiché la serie è ripresa nel 2005 sui canali Canal Sur, Aragón Televisión, Castilla-La Mancha Televisión, Canal Extremadura e AXN arrivando a 352 episodi. Il canale Animax ha replicato gli episodi dopo AXN e, nel 2010, la serie è passata di nuovo a Cartoon Network che ha trasmesso in prima visione i film uno, due e quattro. Nel 2009 sono stati doppiati gli episodi fino al 456, ma non sono ancora stati trasmessi. Il doppiaggio in catalano è incominciato nel 2001 sul canale Canal 33 con 80 episodi e nel 2004 arrivò a 200 episodi. Nel 2005 continuò su Canal 33 e poi su K3 fino all'episodio 352 e, nel 2007, fino al 456. Nel 2009, il canale K3 aveva cambiato nome in Canal Super 3. La Catalogna è finora il Paese con più episodi doppiati, arrivando al 12 luglio 2023 con 1097 episodi (1040 secondo la numerazione originale). Tra il 2006 e il 2008 trecento episodi furono doppiati in galiziano e trasmessi da TVG. I primi 105 episodi e il quinto e sesto film sono stati doppiati anche in basco e trasmessi da EITB dal 2007. 456 episodi sono stati doppiati in valenciano e trasmessi da Canal Nou 2 nel 2010-2012. In balearico sono stati doppiati cinquanta episodi, trasmessi da IB3 dal 2007.

#### Tedesco
In Germania la serie è chiamata Detektiv Conan, e fu mandata in onda a partire dal 10 aprile 2002 su RTL II. I nomi dei personaggi non sono mutati. Come in Italia, gli episodi special sono divisi in parti. Particolarità dell'adattamento è la voce di Conan, appartenente al doppiatore Tobias Müller, che è la stessa di Shinichi, a differenza dell'edizione originale e delle altre internazionali. La serie si è interrotta nel 2006 dopo 333 episodi della numerazione tedesca (308 della numerazione originale). Da marzo 2005 ad aprile 2006 sono stati pubblicati in DVD da 39 episodi. La pubblicazione dei film invece non si è interrotta: ben dieci film sono stati pubblicati da Anime Virtual dal 3 settembre 2007 al 23 febbraio 2009 e gli altri film fino al quattordicesimo sono stati pubblicati da Kazé, il quattordicesimo anche in Blu-ray Disc il 13 maggio 2011.

#### Francese
In Francia la serie è intitolata Détective Conan ed è censurata, ma mantiene i nomi originali dei personaggi, tranne per Kaitō Kid, rinominato Kid Cat Burglar. Solo i primi 214 episodi (della numerazione originale) sono stati acquistati e pubblicati da AB Distribution in sei box DVD, ma solo 170 sono stati trasmessi: prima su Cartoon Network dal 4 gennaio 2004 fino alla fine del 2007 poi da France 3 durante il programma France Truc il 3 gennaio 2005 e nel 2008 su NT1. Il canale Mangas ha trasmesso i primi 30 episodi nella versione non censurata (che sono stati pubblicati anche in un box DVD) dal 24 marzo 2008 a giugno 2010. Kazé ha pubblicato in DVD i primi cinque film.

#### Statunitense e canadese
L'edizione in lingua inglese si intitola Case Closed (lett. "Caso chiuso") ed è curata e pubblicata da Funimation Entertainment. In questa versione i nomi di molti personaggi hanno subito un'anglicizzazione nonostante la serie non sia stata trasmessa in orari riservati ai bambini, ma di notte: ad esempio Ran Mōri è diventata Rachel Moore, Shinichi Kudō è diventato Jimmy Kudo e Kogorō Mōri è diventato Richard Moore. Alcuni dei nomi, così come il titolo, sono stati usati anche per la versione americana del manga pubblicata in Canada e Stati Uniti da VIZ Media e nel Regno Unito da Gollancz Manga. Le sigle sono rifacimenti di quelle originali giapponesi. Case Closed ha esordito su Cartoon Network nel blocco Adult Swim il 24 maggio 2004, ma furono trasmessi solo 48 episodi a causa dello scarso successo.
L'anime è passato, poi, alla TV canadese YTV che ha trasmesso i primi 22 episodi dal 7 aprile 2006 al 2 settembre 2006. A novembre 2005, il canale statunitense Funimation Channel cominciò a trasmettere la serie che era disponibile anche su Colours TV durante la syndication con Funimation Channel. La serie è continuata in DVD in Canada e negli Stati Uniti, ma solo fino all'episodio 123 della numerazione originale: l'ultimo box uscito è quello della quinta stagione (episodi 106-130 secondo la numerazione americana, corrispondente a quella italiana; 100-123 secondo la numerazione originale), pubblicato il 12 maggio 2009. Gli special sono divisi in più parti come in Italia. Anche i primi sei film sono stati pubblicati. Anche la versione originale giapponese viene trasmessa in Nordamerica, su TV Japan, canale della NHK. In Nordamerica sono stati pubblicati anche: una guida non ufficiale intitolata The Case Closed Casebook: An Essential Guide ("Il libro dei casi di Case Closed: una guida essenziale"), pubblicata da DH Publishing il 25 marzo 2008, e un gioco di carte collezionabili intitolato Case Closed Trading Card Game, creato da Score Entertainment nel 2005.

#### Sudamericano
Oltre al doppiaggio in lingua spagnola trasmesso in Spagna ne esiste un altro trasmesso in Sudamerica. In questo doppiaggio sono stati modificati i nomi dei personaggi: Conan Edogawa è diventato Conan Blassy, Shinichi Kudo è diventato Bobby Jackson, Ran e Kogoro Mori sono diventati Claudia e Carlos Guzmán ecc. La sigla è una versione doppiata della prima sigla originale di apertura. È stato trasmesso in Cile da La Red nel 1998 e poi da Chilevisión nel 1999 arrivando all'episodio 65. Nel 2006 è ricominciata la trasmissione sullo stesso canale fino all'episodio 123. Etc TV replica questi episodi. In Messico (su TV Azteca) e in Colombia (su RCN Televisión) furono trasmessi solo i primi episodi nel 2000. In Argentina i primi 65 episodi sono stati trasmessi da Magic Kids.
Nel 2010 la casa distributrice Comarex ha acquistato i primi due film e il canale City Family li ha trasmessi in tutta l'America Latina con doppiatori diversi dalla serie e i nomi originali, intitolati rispettivamente Detective Conan: El rascacielos del tiempo e Detective Conan: La decimocuarta víctima. Nel 2014 TMS comincia a distribuire direttamente in Sudamerica con il doppiaggio del terzo film chiamato Detective Conan: El Último Mago del Siglo, che è stato condotto in Cile da AEDEA Studio. Poi, nel mese di agosto dello stesso anno, Etc Tv Canale annuncia il proseguimento doppiaggio della serie dall'episodio 124, questa volta rispettando i nomi dei personaggi originali.

#### Filippino
Oltre al doppiaggio in inglese di Funimation Entertainment ne esiste un altro, intitolato Detective Conan e trasmesso da Animax nelle Filippine dal 18 gennaio 2006. Animax non è riuscita a ottenere i diritti per altri episodi e si è fermata all'episodio 52 continuando a replicare questi ultimi fino al 7 agosto 2006.

## Special televisivi animati
- Ginyoku no Taimu Toraberu (銀翼のタイムトラベル?, letteralmente "Tempo di viaggio del cielo d'argento"), che è uscito prima dell'ottavo film, il 10 aprile 2004.
- Burakku Hisutorī Kuro-zukume no Soshiki to no Taiketsu no Rekishi (ブラックヒストリー 黒ずくめの組織との対決の歴史?, letteralmente "Storia nera: Storia del confronto con l'Organizzazione nera"), il cui titolo internazionale è Black History, che è stato trasmesso per la prima volta il 17 dicembre 2007.
- Lupin III vs Detective Conan, crossover con l'anime Lupin III trasmesso il 27 marzo 2009 in Giappone e il 23 ottobre 2016 in Italia. Nel 2013 il film ha avuto un sequel dal titolo Lupin Terzo vs. Detective Conan - Il film: si tratta di un nuovo crossover, uscito però al cinema e non in televisione.
- Dal 17 aprile 2010 al 29 dicembre 2012 sono stati trasmessi con periodicità irregolare dodici special animati prodotti da TMS Entertainment che adattano vari capitoli di Kaito Kid, altro manga di Gōshō Aoyama. Il primo special è stato trasmesso da Animax, ma è stato replicato su Yomiuri TV (YTV) e Nippon Television (NTV) come uno special di Detective Conan, e anche gli episodi successivi sono stati trasmessi da YTV e NTV nella fascia oraria dedicata normalmente all'anime di Detective Conan e con questo titolo, pur non influendo nella numerazione degli episodi della serie
- Tōbōsha Mōri Kogorō (逃亡者・毛利小五郎?, letteralmente "Fuggitivo: Kogoro Mori") è uno special tratto dal file 8 del volume 57 e trasmesso per la prima volta il 23 aprile 2014. Nell'episodio, quando Kogoro immagina di essere intervistato in tv, anche Masumi Sera lo guarda, ma in realtà il personaggio compare la prima volta nel file 6 del volume 73.
- Meitantei Conan - Edogawa Conan shissō jiken - Shijō saiaku no futsukakan ("Detective Conan - La scomparsa di Conan Edogawa"), che è stato trasmesso per la prima volta il 26 dicembre 2014.
- Detective Conan: Episode "One" - Il detective rimpicciolito, un remake dei primi episodi trasmesso per la prima volta il 9 dicembre 2016 e pubblicato in Italia su Amazon Prime Video il 31 dicembre 2022.
- Honchō no Keiji Koi-monogatari Kekkon Zen'ya (本庁の刑事恋物語～結婚前夜～?, letteralmente "Love Story alla centrale di polizia ~ Vigilia di matrimonio") è stato realizzato per commemorare l'uscita del venticinquesimo film il 15 aprile 2022. Lo special contiene filmati rimasterizzati degli episodi con protagonisti Wataru Takagi e Miwako Sato, con una nuova narrazione di Conan. Tutti i dialoghi degli episodi sono stati ridoppiati (eccetto per il personaggio di Kiyonaga Matsumoto, di cui sono state utilizzate le battute d'archivio del defunto Seizo Kato). Alla fine dello speciale, c'è una scena, che porta direttamente al film, in cui Sato si sta preparando come sposa mentre Yumi le si avvicina. Nel frattempo, Takagi sta aspettando fuori.

## Film d'animazione
I film d'animazione escono in Giappone ogni anno ad aprile dal 1997 e sono arrivati al ventiseiesimo. Solamente con gli incassi dei film prodotti la serie ha guadagnato finora 44 miliardi di yen. I registi sono: Kenji Kodama per i film dal primo al settimo, Yasuichirō Yamamoto dall'ottavo al quattordicesimo, Kōbun Shizuno dal quindicesimo in poi. Per tutti i film dal settimo al ventiduesimo, escluso il sedicesimo, e per il secondo, il titolo originale è formato da una parola in giapponese, la particella no (の?) e una parola in inglese, scritta, però, con i kanji della parola giapponese corrispondente e un furigana che ne modifica la pronuncia.
Ai film si aggiunge il film per la TV crossover del 2009 con l'anime Lupin III, dal titolo Lupin III vs Detective Conan, cui ha fatto seguito, nel 2013, un crossover per il cinema, dal titolo Lupin Terzo vs. Detective Conan - Il film.
L'unico film distribuito nei cinema con doppiaggio in italiano è il secondo crossover, distribuito in Italia da Lucky Red il 10 e l'11 febbraio 2015. Altri film sono stati doppiati dalla Merak Film di Milano a partire dal 2005 solo per la trasmissione televisiva: i primi tredici sono stati trasmessi in Italia dalle reti Mediaset, mentre il sedicesimo sul canale Super! della De Agostini. Solo i primi due e il sedicesimo sono stati pubblicati anche per l'home video, i primi due solo in DVD da EXA Cinema-Fool Frame, ma il secondo solo per il noleggio, e il sedicesimo in DVD e Blu-ray Disc da Cecchi Gori. Il secondo film è stato proiettato con audio giapponese e sottotitoli in italiano al San Marino Animæ Festival di Città di San Marino ogni giorno dal 7 al 9 dicembre 2012. Prima della distribuzione doppiata, anche il film crossover era stato proiettato due volte al cinema con audio giapponese e sottotitoli in italiano, rispettivamente l'11 maggio 2014 a Firenze e il 14 maggio dello stesso anno a Milano, come parte della rassegna di cinema giapponese Wa! Japan Film Festival.

### Fumetti tratti dai film
Da ognuno dei film d'animazione vengono tratti due volumi anime comic.
Dal 2012 vengono prodotte anche delle serie manga tratte dai film, disegnate da Yutaka Abe e Denjirō Maru, disegnatori anche di alcuni volumi di Detective Conan Special Cases, e pubblicate dalla Shogakukan sulla rivista Shōnen Sunday Super e poi in tankōbon. Finora sono state tratte due serie di tre volumi rispettivamente dal terzo e dal tredicesimo film, una serie di tre capitoli raccolta in un volume unico dal crossover televisivo Lupin III vs Detective Conan, un'altra serie raccolta in un volume unico dal primo film, una serie di due volumi dal crossover cinematografico Lupin Terzo vs. Detective Conan - Il film e un'altra serie di due volumi dal diciottesimo film. È in pubblicazione una settima serie, tratta dal quinto film.

## Live action televisivi
Dato il grande successo della serie, oltre ai film animati, sono stati realizzati anche quattro film per la TV live action, cioè dal vivo, con attori in carne e ossa. Anch'essi sono stati trasmessi da Yomiuri TV. Sono tratti dai romanzi di Detective Conan e sono tutti ambientati prima del rimpicciolimento del protagonista, con l'eccezione del secondo, in cui però Conan e Ai ritornano adulti. A partire dal terzo film è cambiata la maggior parte del cast.
| Titolo | Data di trasmissione | Data di trasmissione | Fonte   |
| Titolo | Giappone             | Italia               |         |
| --- | -------------------- | -------------------- | ------- |
| Meitantei Conan 10 shūnen drama special - Kudō Shin'ichi e no chōsenjō - Sayonara made no prologue (名探偵コナン10周年ドラマスペシャル「工藤新一への挑戦状〜さよならまでの序章〜」?, Meitantei Konan jū shūnen dorama supesharu - Kudō Shin'ichi e no chōsenjō ~Sayonara made no purorōgu~, "Detective Conan drama special per il 10º anniversario - Lettera di sfida per Shinichi Kudo - Il prologue fino all'addio") | 2 ottobre 2006       | -                    | [ 100 ] |
| Meitantei Conan - Kudō Shin'ichi no fukkatsu! - Kuro no soshiki to no confrontation (名探偵コナン「工藤新一の復活!〜黒の組織との対決〜」?, Meitantei Konan - Kudō Shin'ichi no fukkatsu! ~Kuro no soshiki to no konfurontishon~, "Detective Conan - Il ritorno di Shinichi Kudo! - Confrontation con l'Organizzazione nera")                                                                                           | 17 dicembre 2007     | -                    | [ 101 ] |
| Meitantei Conan - Kudō Shin'ichi e no chōsenjō - Kaitori densetsu no nazo (名探偵コナン 「工藤新一への挑戦状～怪鳥伝説の謎～」?, Meitantei Konan - Kudō Shin'ichi e no chōsenjō ~Kaitori densetsu no nazo~, "Detective Conan - Lettera di sfida per Shinichi Kudo! - Il mistero dello strano uccello leggendario") | 15 aprile 2011       | -                    |         |
| Meitantei Conan Special Drama - Kudō Shin'ichi Kyōto Shinsengumi satsujin jiken (名探偵コナンスペシャルドラマ「工藤新一京都新撰組殺人事件」?, Meitantei Konan Supesharu Dorama - Kudō Shin'ichi Kyōto Shinsengumi satsujin jiken, "Detective Conan - Dorama speciale - Il caso di omicidio della Shinsengumi a Kyoto di Shinichi Kudo")                                                                                | 12 aprile 2012       |                      | [ 102 ] |

Inoltre è stata prodotta una serie TV live action: il dorama, intitolato Meitantei Conan - Kudō Shin'ichi e no chōsenjō (名探偵コナン 工藤新一への挑戦状? "Detective Conan - Lettera di sfida per Shinichi Kudo"), ha esordito il 7 luglio 2011 alle 23:58 su YTV, NTV e le loro emittenti affiliate ed è stato trasmesso ogni giovedì alla stessa ora fino al 29 settembre 2011, per un totale di tredici episodi. La serie è ambientata tre mesi prima che Shinichi tornasse bambino e ha lo stesso cast del terzo special, parzialmente diverso da quello dei primi due.

## OAV
Come per molte altre serie giapponesi, oltre al manga, l'anime e alcuni film sono stati realizzati degli episodi speciali usciti solo in DVD detti OAV.
Questi sono stati pubblicati allegati alla rivista Shōnen Sunday, su cui appare settimanalmente anche il manga, che ha distribuito il primo nel 2000 e altri undici annualmente dal 2002 al 2012. Gli OAV hanno una durata di circa trenta minuti e variano sia nella trama, sia nei personaggi presenti.
A differenza della serie TV, tuttavia, non presentano alcuna sigla di apertura, ma soltanto una di chiusura per la quale viene utilizzato di volta in volta il brano musicale dell'attuale ending (sigla di chiusura) dell'anime.
Dal 2008 al 2012 sono stati prodotti altri sei OAV, collegati ai film, che sono usciti nello stesso giorno di questi ultimi. Dal dodicesimo al quindicesimo film erano chiamati Magic File: il Magic File 1 era una raccolta di episodi della serie televisiva uscita nel 2007, mentre il Magic File 2, il Magic File 3 e il Magic File 4 sono gli OAV collegati rispettivamente al dodicesimo, al tredicesimo e quattordicesimo film, e quello del quindicesimo film è chiamato Magic File 2011. L'OAV collegato al sedicesimo film è invece chiamato Bonus File. Dal 2013 non è stato più prodotto alcun OAV e gli episodi collegati ai film vengono trasmessi come parte della serie televisiva.
Inoltre negli OAV del 1999 tratti dalle storie brevi del manga Aoyama Gōshō tanpenshū sono stati inseriti alcuni episodi con i personaggi di Detective Conan.

## Videogiochi
Dal 1996 al 2013 sono stati tratti 24 videogiochi dal manga. Solo uno, Detective Conan: Il caso Mirapolis per Wii, è stato pubblicato in Europa. Uno dei videogiochi è un crossover con Kindaichi shōnen no jikenbo: si tratta di un gioco per Nintendo DS sviluppato da Bandai e intitolato Meitantei Conan to Kindaichi shōnen no jikenbo - Meguri au futari no meitantei (名探偵コナン&金田一少年の事件簿 めぐりあう2人の名探偵? "Detective Conan & I registri dei casi del ragazzo Kindaichi - L'incontro casuale di due grandi detective"), pubblicato il 3 febbraio 2009.

## Altro

### Romanzi
Questa lista è suscettibile di variazioni e potrebbe essere incompleta o non aggiornata.

- Gosho Aoyama, Romanzo - Detective Conan - La leggenda del tesoro sepolto di Koshu (小説 名探偵コナン 甲州埋蔵金伝説?, Shōsetsu - Meitantei Conan - Kōshū maizōkin densetsu), Shogakukan, 2005, ISBN 4-09-121706-0.
- Gosho Aoyama, Romanzo - Detective Conan - Sinfonia d'omicidio (小説 名探偵コナン 殺人交響曲（シンフォニー）?, Shōsetsu - Meitantei Conan - Satsujin Synphony), Shogakukan, 2006, ISBN 4-09-120308-6.
- Gosho Aoyama, Mutsuki Watanabe, Takahisa Taira, Romanzo - Detective Conan - Lettera di sfida per Shinichi Kudo - Il prologo fino all'addio (小説 名探偵コナン 工藤新一への挑戦状 〜さよならまでの序章〜?, Shōsetsu - Meitantei Conan - Kudō Shin'ichi e no chōsenjō ~Sayonara made no prologue~), Shogakukan, 2006, ISBN 4-09-120689-1.
- Gosho Aoyama, Mutsuki Watanabe, Takahisa Taira, Romanzo - Detective Conan - Il ritorno di Shinichi Kudo! - Confronto con l'Organizzazione nera (小説 名探偵コナン 工藤新一の復活 〜黒の組織との対決〜?, Shōsetsu - Meitantei Conan - Kudō Shin'ichi no fukkatsu! - Kuro no soshiki to no confrontation), Shogakukan, 2007, ISBN 978-4-09-121255-9.

### Databook
Da luglio 1997 ad aprile 2009 sono state pubblicate tredici guide ufficiali.

Lista parziale:
- Gosho Aoyama, Detective Conan - Conan★Drill (名探偵コナン コナン★ドリル?, Meitantei Konan - Konan★Doriru), Shogakukan, 2003, ISBN 4-09-179402-5.

### Artbook
- Gosho Aoyama, Detective Conan - Raccolta completa di illustrazioni a colori (名探偵コナン カラーイラスト全集?, Meitantei Conan - Color irasuto zenshū (Titolo in inglese ufficiale: Detective Conan: The Complete Color Works 1994-2002)), Shogakukan, 2003, ISBN 4-09-199891-7.

## Accoglienza

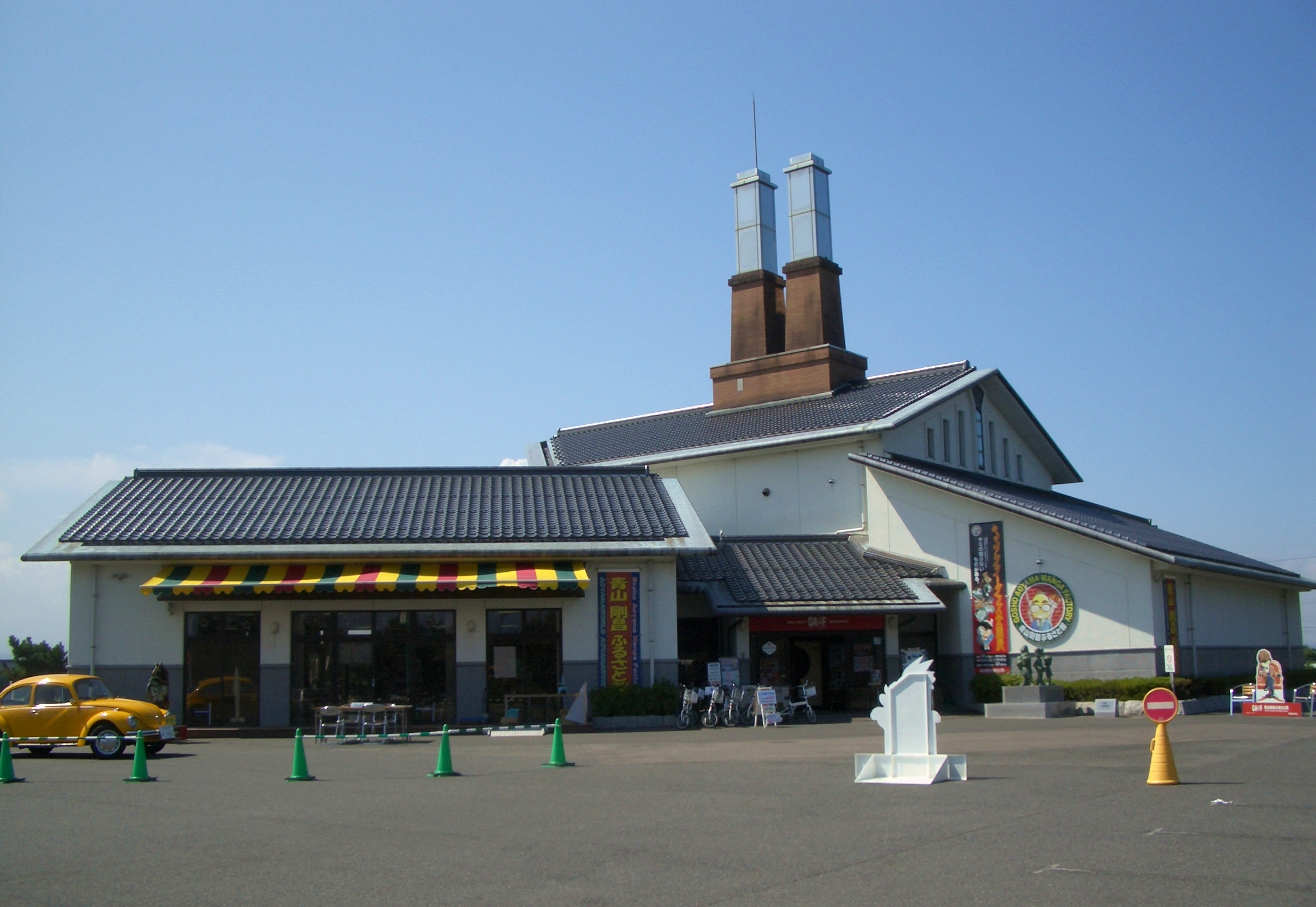
Gosho Aoyama Manga Factory a Hokuei, città natale dell'autore

Nel 2001 il manga vinse il Premio Shōgakukan per i manga nella categoria shōnen. Nella quinta competizione del Tokyo Anime Award il nono film della serie La strategia degli abissi portò a casa il primo premio nella categoria film. Nel febbraio del 2008 l'undicesimo film L'isola mortale conseguì il Nihon Academy Award nella categoria animazione, aggiudicandosi per il secondo anno consecutivo il premio, dopo la vittoria della decima pellicola Tantei-tachi no requiem. Nel 2005 e nel 2006 la televisione nipponica TV Asahi indisse alcuni sondaggi per stilare una classifica dei cento anime più popolari di ogni tempo; da quanto emerse al termine delle votazioni, Detective Conan risultò occupare l'8º posto nel 2005 e il 23º posto nel 2006. Nello stesso anno raggiunse anche la 43ª posizione nella classifica degli "anime celebri della storia".
Da tutte le graduatorie pubblicate nel 2006 è stata tratta una top 500 che include sia anime sia cartoni animati: in questa speciale classifica Detective Conan giunse al 36º posto, davanti a noti titoli quali Bleach, Pokémon e lo statunitense Futurama. A partire dal marzo 2007, fu aperto nella città di Hokuei un museo chiamato Aoyama Gōshō Furusato-kan. La galleria è interamente dedicata al mangaka e alla sua opera più celebre; il suddetto museo fu costruito nelle vicinanze della casa natale dell'autore. All'interno dell'esposizione e nei dintorni sono presenti numerose statue raffiguranti i personaggi di Detective Conan. Nel sondaggio Manga Sōsenkyo 2021 indetto da TV Asahi 150 000 persone hanno votato la loro top 100 delle serie manga, e Detective Conan si è classificata al 4º posto.

## Riferimenti e citazioni
L'opera giapponese è stata più volte oggetto di citazioni o di parodie in altre serie manga e anime.

### In altri manga
- Nel 29º volume di H2, creato da Mitsuru Adachi, Conan appare sul televisore in casa di uno dei protagonisti e viene chiamato "Canon".
- Nel 4º volume di Misora per sempre, creato da Mitsuru Adachi, i personaggi si trovano in una caverna, apparentemente scenario di un omicidio, e cominciano a cercare gli indizi per scovare il colpevole, rendendosi poi conto di aver sbagliato serie.
- Nel 31º volume di Mikami - Agenzia acchiappafantasmi, appare su un televisore Conan Edogawa nel corso di un'indagine[117].
- Nel 10º volume di Tsubasa RESERVoir CHRoNiCLE compare Mokona con il papillon e gli occhiali che imita Conan.
- Nel 4º volume di Get Love! di Go Ikeyamada, precisamente nel 14º capitolo, all'inizio del secondo anno scolastico, i membri del club di calcio inscenano un piccolo scontro fra Conan e Kaito Kid per invogliare i nuovi studenti a unirsi al club di calcio. I personaggi che compaiono sono Ran, Conan, Heiji, Kazuha, Kaito Kid e l'ispettore Megure.

### In altri anime
- In Wari to hima na sentaichō no ichinichi, OAV di Full Metal Panic! The Second Raid, uno dei personaggi guarda un DVD di una serie intitolata Conan, il ragazzo detective del futuro, citazione congiunta di Detective Conan e Conan, il ragazzo del futuro di Hayao Miyazaki.
- Nell'episodio 9 di La malinconia di Haruhi Suzumiya, sono udibili dalla televisione delle frasi che ricordano la serie di Aoyama, come «Il colpevole sei tu!» o «A prima vista è un bambino, dentro non si sa. È il difensore della città. Il suo nome è: Detective...» (quest'ultima riprende la frase pronunciata da Conan all'inizio di ogni episodio, prima della sigla di apertura: «Intuisce la sola e unica verità, ha l'aspetto di un bambino, la mente di un adulto, il suo nome è: Detective Conan!»).
- Nell'episodio 30 di Gintama, appare l'ombra misteriosa tipica di Detective Conan nella rappresentazione di un colpevole da smascherare. Inoltre, a fine episodio, il protagonista Gintoki mette in scena una parodia del detective Kogoro Mori. Si vedono anche un manga che ricorda Detective Conan e un farfallino rosso come quello di Conan. Inoltre, compaiono in sovraimpressione i nomi e le professioni dei personaggi, come negli episodi in lingua originale di Detective Conan dove, però, compaiono anche le età.
- Nell'episodio 2 di Hayate no Gotoku ci sono vari rimandi alla serie, in particolare sotto forma di statue e manifesti ritraenti i personaggi principali[118][119]. Nell'episodio 30, invece, compaiono molteplici riferimenti più espliciti: Nagi investiga e racconta lo svolgimento dei fatti nascondendosi dietro a Hayate addormentato e modificando la propria voce con un farfallino[120]; si trova inoltre in esso un Next Nagi's Hint (parodia dei Next Conan's Hint[121]) e una caricatura di Kaito Kid[122].
- In Shin Chan di Yoshito Usui, il protagonista, in vari episodi inediti in Italia, si veste e si comporta da Conan, facendosi chiamare Meitantei Coshin (Detective Coshin).
- Poiché Detective Conan e Inuyasha appaiono settimanalmente nella stessa rivista, hanno avuto molteplici citazioni all'interno delle rispettive serie animate; ad esempio, nell'episodio 128 di Inuyasha sono visibili per qualche secondo Ran e Shinichi camminare nella scuola di Kagome Higurashi[123].
- Nell'episodio 48 di Yakitate!! Japan, Pierrot si trasforma in Conan, incominciando a formulare supposizioni su altre persone.
- Nello special di Lupin III, intitolato Lupin III - Tokyo Crisis: Memories of Blaze, nei titoli di testa si possono notare Conan, Ran (con i capelli biondi) e Kogoro (con i capelli grigi) di spalle tra la folla di clienti.[N 4] Si vedono di spalle anche in una scena a Shinjuku di Lupin III - Green vs Red.
- Nell'anteprima dell'episodio 22 di Pretty Rhythm: Dear My Future, trasmessa al termine dell'episodio 21, presenta il nuovo idol Yong Hwa: egli, doppiato da Minami Takayama (la stessa doppiatrice di Conan), pronuncia le frasi "Next Prism Hint!" e "La verità è sempre una sola!".